# Silvio Camboni

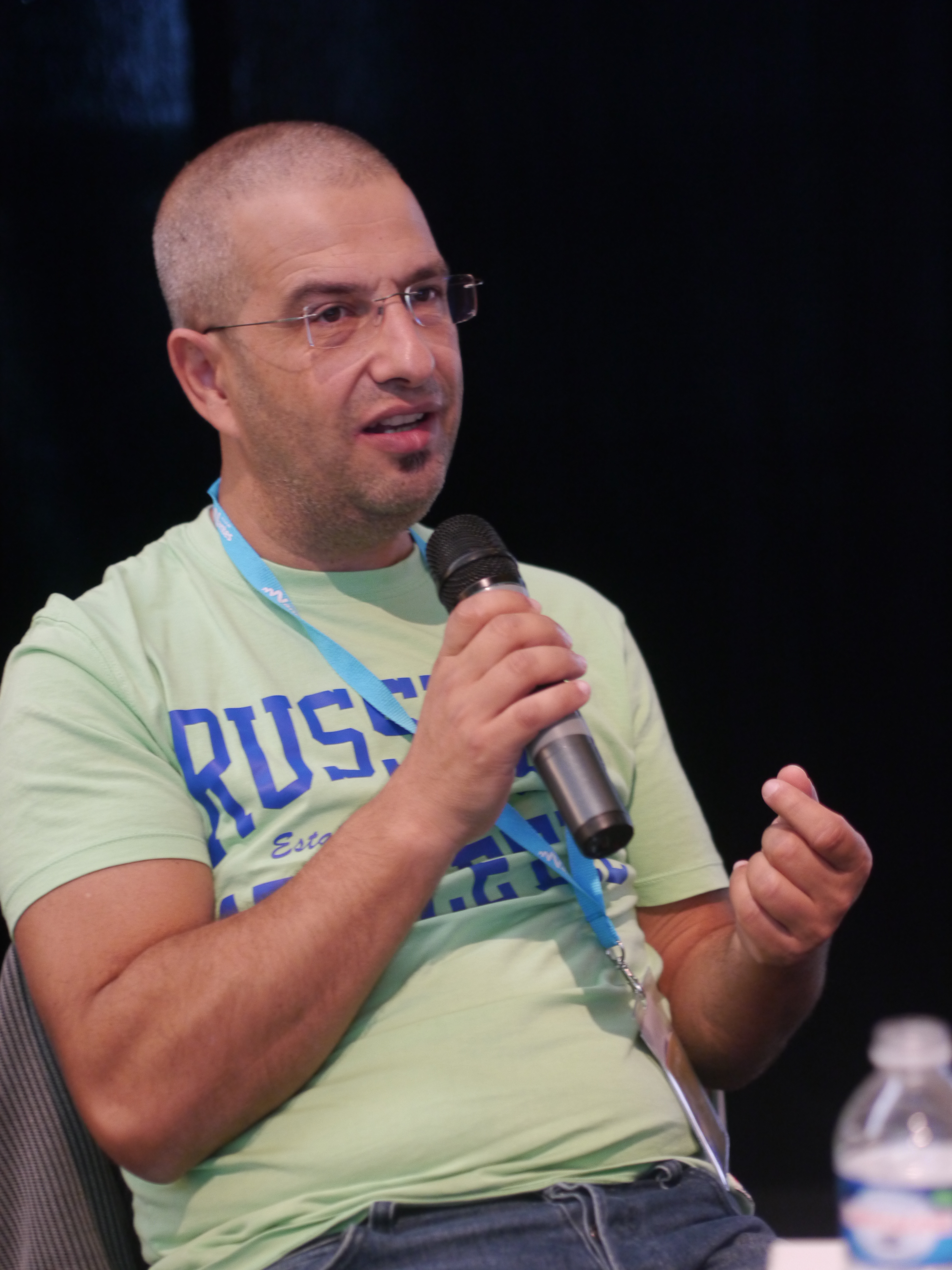
Silvio Camboni bei der Utopiales 2014

Silvio Camboni (* 4. September 1967 in Santadi, Sardinien) ist ein italienischer Comiczeichner.
Silvio Camboni erhielt seine künstlerischen Ausbildung am Liceo Artistico Statale in Cagliari, die er 1985 erfolgreich abschloss. Danach begann er 1988 ein Architekturstudium, zeichnete aber schon im selben Jahr erste Disney-Geschichten für das Magazin Topolino. Er zeichnet sowohl Geschichten im Duck- als auch im Maus-Universum.
1998 gründete Camboni auf Sizilien eine Schule für Comiczeichner sowie im selben Jahr die Sportzeitschrift La Caggetta. Seit 1999 schuf er Zeichnungen für die Serien Baby Legs, Le Vin Illustré en Bande Dessinée und Le Foot Illustré en Bande Dessinée für das Magazin La Sirène.

## Werke
Seine Geschichten im Lustigen Taschenbuch (LTB)
- Komödie der Wirrungen, LTB 176
- Gefangen im Großstadtdschungel, LTB 187
- Die Pleite mit der Beute, LTB 204
- Der Goldkäfer, LTB 218
- Das Geheimnis der Sachertorte, LTB 228
- Auf die harte Tour, LTB 235
- In einer anderen Welt, LTB 241
- Das Monster vom Parksee, LTB 247
- Der Schatz von Ululoa, LTB 248
- Der Weise aus dem wandelnden Wald, LTB 270
- Aliens Sie sind da, LTB 282
- Die tropische Kälte, LTB 299
- Ein Fischsitter für alle Fälle, LTB 317
- Immer Ärger mit Gonzales, LTB 330
- Das Neujahrsspiel, LTB 333
- Mission Medusa, LTB 336
- Die süßeste Hexe der Welt, LTB Sonderband 8
- Ein himmlischer Schiri, LTB Spezial 5
- Tor oder nicht Tor?, LTB Spezial 5